# 600
Năm 600 trong lịch Julius.